# Cornelia Schiergott
Cornelia Schiergott (* 6. Mai 1956 in Calbe) ist eine deutsche Politikerin (CDU) und Abgeordnete im Landtag von Sachsen-Anhalt.
Cornelia Schiergott absolvierte nach der Polytechnischen Oberschule eine Ausbildung im VEB Chemieanlagenbau Stassfurt zur Maschinenbauzeichnerin. An der Fachschule Radebeul erwarb sie 1980 einen Abschluss als Staatswissenschaftlerin. Ab 1975 war sie in verschiedenen Positionen in der Justiz- und Polizeiverwaltung tätig, ab 1991 dann verbeamtet. Von 2000 bis 2004 war sie freigestelltes Personalratsmitglied, ab 2005 im Personaldezernat eingesetzt.
Schiergott gehört der CDU seit 2003 an und wurde kommunalpolitisch zunächst in Sülzetal aktiv. Am 13. Juli 2015 rückte sie für Nicole Rotzsch in den Landtag nach.
Sie engagiert sich in der Frauenunion und der Deutschen Polizeigewerkschaft.